# جون ميتشيل (ممثل)
جون ميتشيل (بالإنجليزية: John Cameron Mitchell)‏ (و. 1963 – م) هو ممثل، ومخرج أفلام، وكاتب سيناريو، وممثل تلفزيوني، وكاتب، من الولايات المتحدة الأمريكية، ولد في إل باسو، تكساس.

## التعليم
تعلم في جامعة نورث وسترن.

## جوائز
حصل على جوائز منها:
- جائزة لامدا الأدبية.

## وصلات خارجية
- جون ميتشيل على موقع IMDb (الإنجليزية)
- جون ميتشيل على موقع روتن توميتوز (الإنجليزية)
- جون ميتشيل على موقع ألو سيني (الفرنسية)
- جون ميتشيل على موقع ميوزك برينز (الإنجليزية)
- جون ميتشيل على موقع أول موفي (الإنجليزية)
- جون ميتشيل على موقع بوكس أوفيس موجو (الإنجليزية)
- جون ميتشيل على موقع قاعدة بيانات برودواي على الإنترنت (الإنجليزية)
- جون ميتشيل على موقع قاعدة بيانات الأفلام السويدية (السويدية)
- جون ميتشيل على موقع إن إن دي بي (الإنجليزية)
- جون ميتشيل على موقع ديسكوغز (الإنجليزية)